# 寺本站
寺本站（日语：／ Teramoto eki */?）是一個位於日本愛知縣知多市八幡西水代，屬於名古屋鐵道常滑線的鐵路車站。車站編號為TA11。跨站式站房正上方有北緯35度線通過。

## 車站構造
可停靠6節編組的對向式月台2面2線的地面車站，設有跨站式站房。
| 月台 | 路線   | 方向 | 目的地                 |
| ---- | ------ | ---- | ---------------------- |
| 1    | 常滑線 | 下行 | 中部國際機場方向       |
| 2    | 常滑線 | 上行 | 太田川、名鐵名古屋方向 |

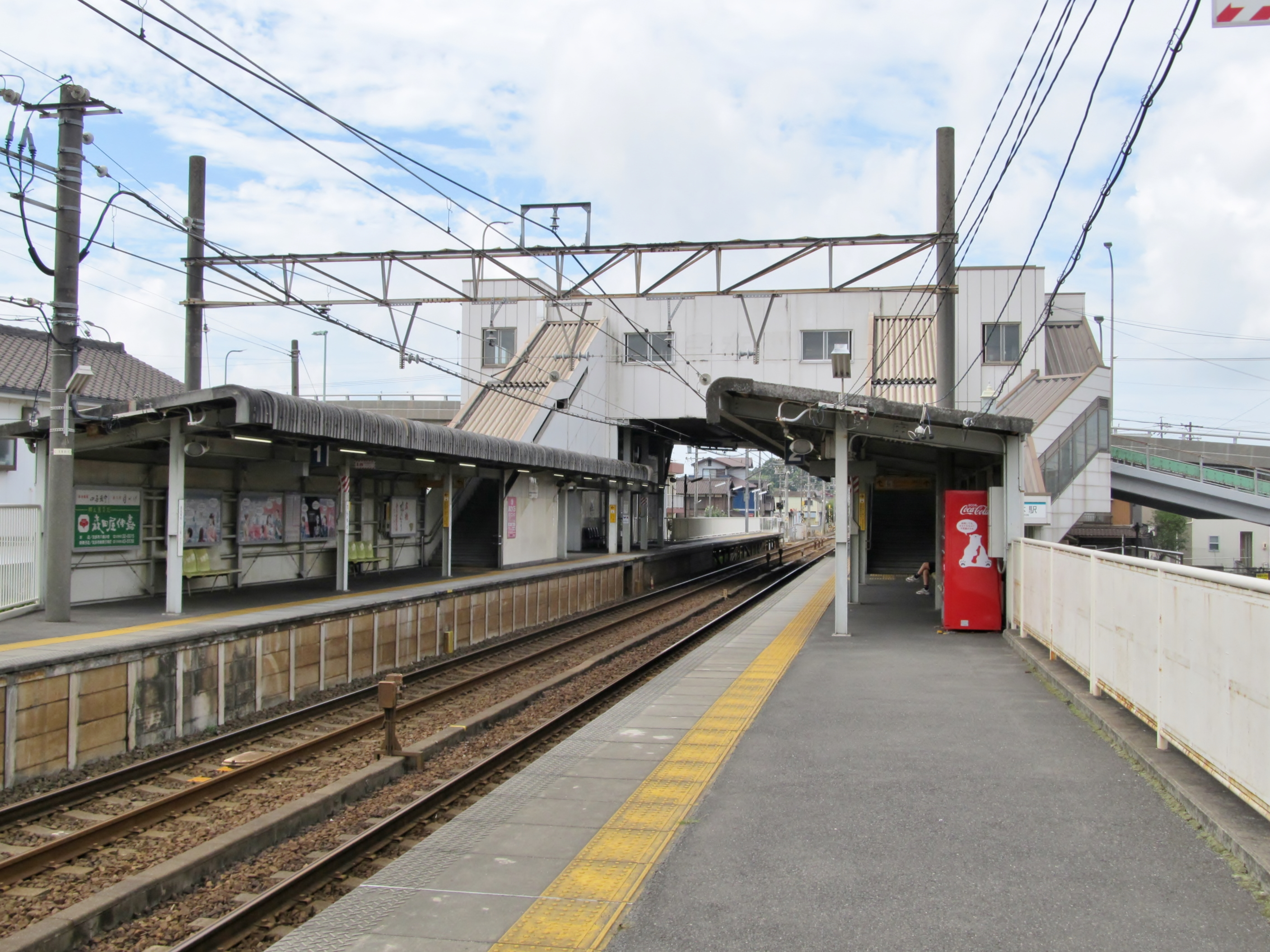
月台（2023年8月）
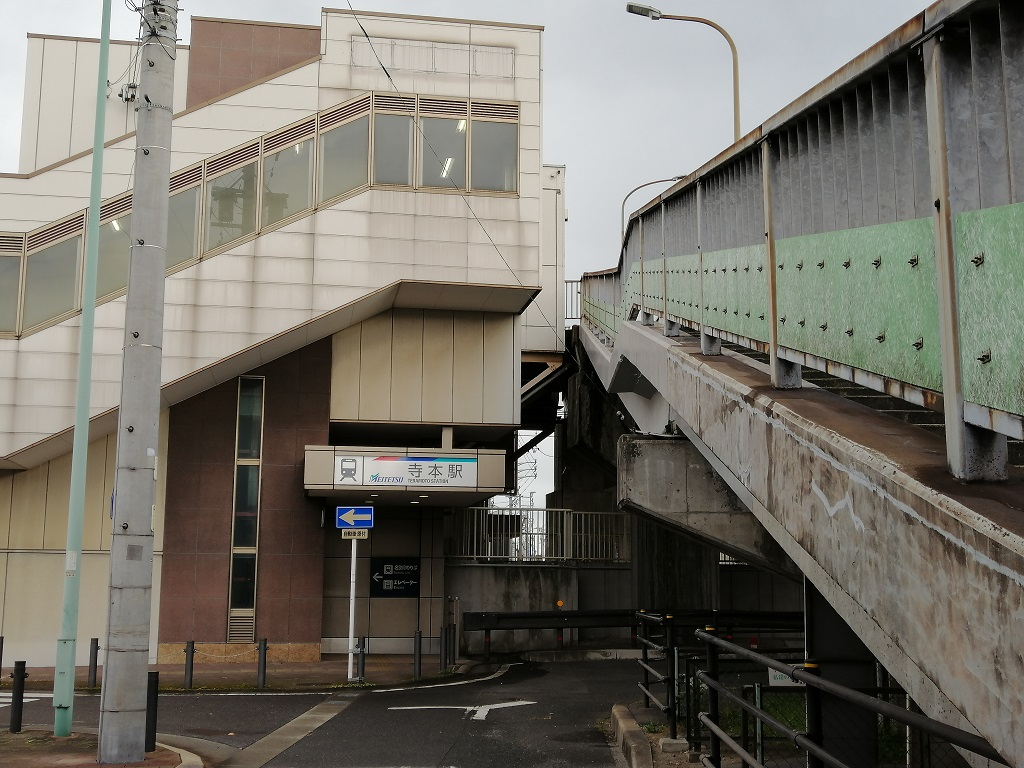
西口（2021年8月）

### 配線圖
| ← 太田川、 名古屋方向 | 寺本站 構內配線略圖 | → 常滑、 中部國際機場方向 |
| 图例 参考文献：       |                     |                           |

## 使用情況
| 年度               | 1日平均 上下車人次 |
| ------------------ | ------------------ |
| 2008年（平成20年） | 3,609              |
| 2009年（平成21年） | 3,361              |
| 2010年（平成22年） | 3,318              |
| 2011年（平成23年） | 3,287              |
| 2012年（平成24年） | 3,242              |
| 2013年（平成25年） | 3,386              |
| 2014年（平成26年） | 3,391              |
| 2015年（平成27年） | 3,550              |
| 2016年（平成28年） | 3,598              |
| 2017年（平成29年） | 3,721              |
| 2018年（平成30年） | 3,835              |

## 相鄰車站
名古屋鐵道
 常滑線
□μ-SKY、■特急、□快速急行
通過
■急行、■準急、■普通
尾張橫須賀（TA10）－寺本（TA11）－朝倉（TA12）

## 外部連結
- 寺本 - 名古屋鐵道